# Twenty One
Twenty One is een nummer van de Belgische zanger Milo Meskens uit 2017. Het is de derde single van zijn debuutalbum Contrast.
Op "Twenty One" zingt Meskens over hoe hij op 21-jarige leeftijd doorbrak als artiest. "Ik zing over mijn eigen leven, over hoe ik altijd mijn dromen ben blijven volgen. Dat vraagt vooral veel opoffering. Maar als je dat doet, lukt het je meestal wel. Ik wil ook tegen andere jonge mensen zeggen dat ze hun dromen nooit mogen opgeven, niets gaat vanzelf. 'Twenty One' moet hoop geven", aldus Meskens. Het nummer leverde Meskens, na New Beginning, wederom een hit op. "Twenty One" bereikte de 18e positie in de Vlaamse Ultratop 50.